# Alberto De Marchi
Alberto De Marchi (Jesolo, 13 marzo 1986) è un ex rugbista a 15 e dirigente sportivo italiano, di ruolo pilone sinistro.

## Biografia
Cresciuto nel Rugby San Donà, dopo un quadriennio nel Parma, per la stagione 2010-11 veniva ingaggiato dagli Aironi, franchigia italiana in Pro12 con un contratto biennale. Nel 2012 si trasferisce al Benetton Treviso dove gioca per due anni. Dopo una parentesi estera, in cui gioca per una stagione nel campionato di English Premiership con la maglia dei Sale Sharks, nel luglio 2015 torna ad indossare i colori biancoverdi trevigiani. 
Ha militato nella Nazionale Giovanile Italiana con gli Under 18 ,19 e 21, partecipando a 2 Tornei di Sei Nazioni di categoria ed al Campionato mondiale giovanile di rugby nell'aprile 2005. 
Dopo aver disputato diverse partite con la Nazionale A, viene convocato dall'allenatore Nick Mallett per partecipare alla preparazione della Rugby World Cup del 2011 svoltasi in Nuova Zelanda. L'esordio con la maglia azzurra, tuttavia, arriva con il nuovo C.T. della nazionale Jacques Brunel contro l'Argentina nel Summer Tour del 2012, avendo dovuto rinunciare al Torneo Sei Nazioni del medesimo anno a causa di un infortunio. Sin da allora impegnato con la Nazionale Maggiore  partecipa alla preparazione della Rugby World Cup 2015, disputando l'ultimo incontro della competizione contro la Romania.

## Palmarès
- Coppe Italia: 2
Parma: 2007-08, 2008-09
- Supercoppe d'Italia: 1
Parma: 2008